# Michael Embacher
Michael Embacher (* 30. November 1985) ist ein ehemaliger österreichischer Fußballspieler.

## Karriere
Embacher begann seine Karriere beim SC Kundl. 2000 kam er in die Jugend des FC Tirol Innsbruck. Nach dessen Auflösung wechselte er zur Saison 2002/03 zum SV Kirchbichl. Nach dieser schloss er sich dem Zweitligisten SV Wörgl an. Sein Debüt für die Tiroler in der zweiten Liga gab er im April 2004, als er am 28. Spieltag der Saison 2003/04 gegen den DSV Leoben in der 80. Minute für Bernhard Lampl ins Spiel gebracht wurde. Sein erstes Spiel von Beginn an absolvierte er ebenfalls in jenem Monat bei der 3:4-Heimniederlage gegen die Kapfenberger SV. Insgesamt absolvierte er neun Partien für Wörgl in der zweiten Liga.
Nachdem er mit Wörgl 2005 aus der zweithöchsten Spielklasse abgestiegen war, wechselte er zum Regionalligisten SV Axams. Nach einer Saison bei Axams kehrte er zu Wörgl zurück, das inzwischen in der viertklassigen Tiroler Liga antrat. Zur Saison 2008/09 wechselte er zum Ligakonkurrenten und seinem ehemaligen Jugendklub SC Kundl. Im Jänner 2010 beendete er seine Karriere.